# Rừng thiêng

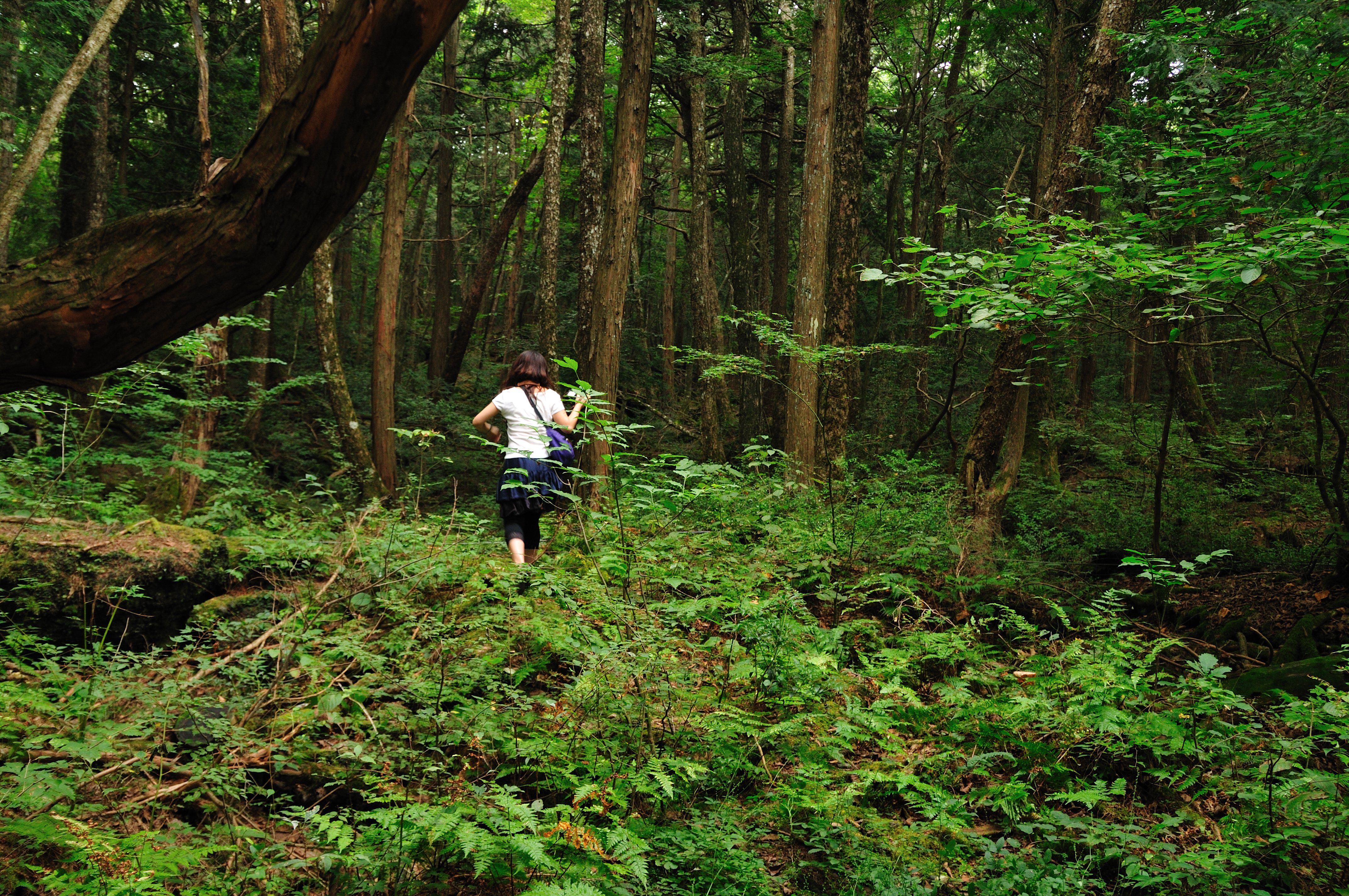
Khu rừng thiêng Aokigahara ở Nhật Bản

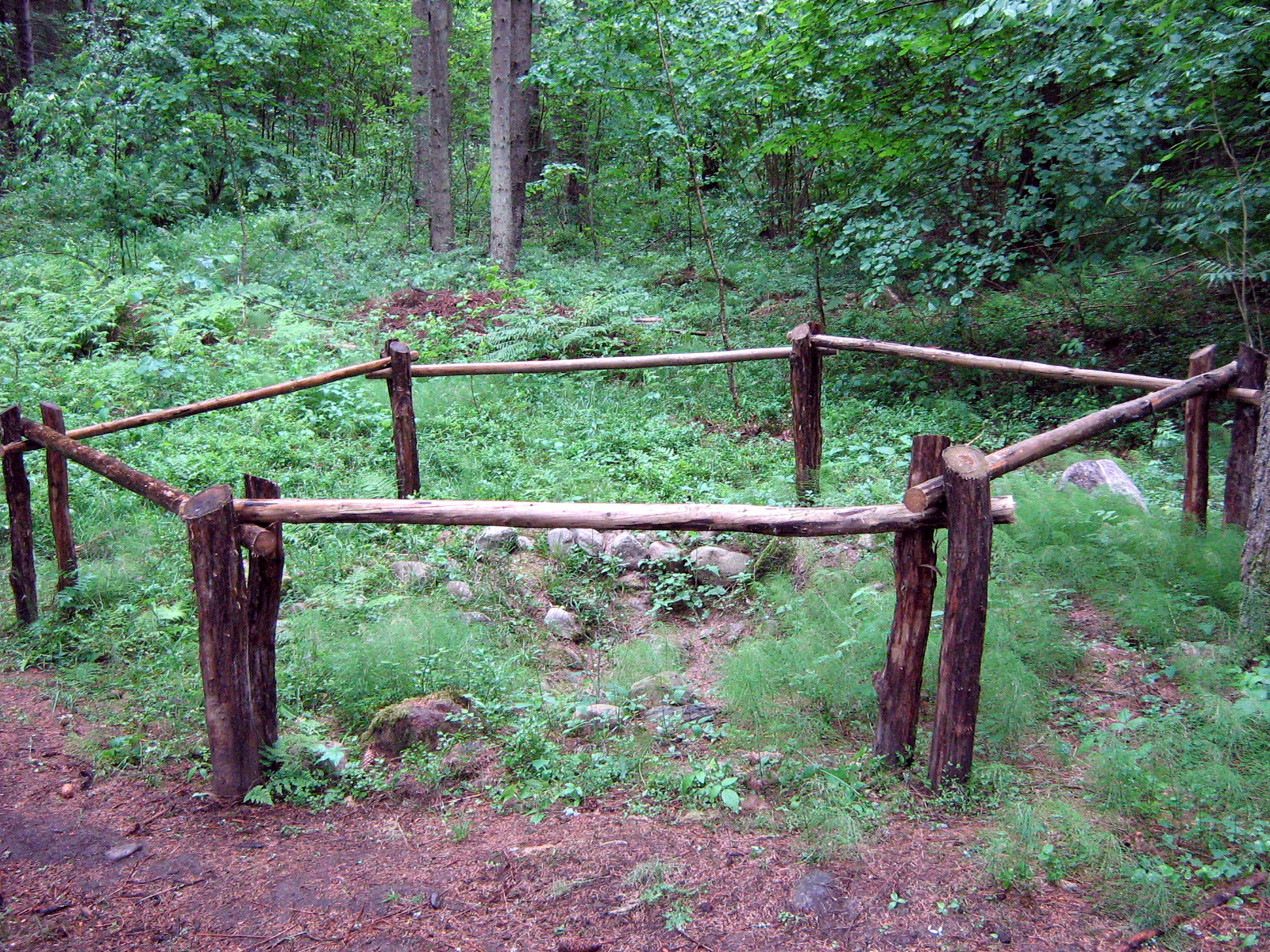
Khu rừng thiêng Mikytai ở Lít-va (Lithuania)

Rừng thiêng (Sacred grove hay Sacred woods) là những lùm cây/khóm cây trong khu rừng và có tầm quan trọng tôn giáo và tín ngưỡng đặc biệt trong một nền văn hóa cụ thể. Những khu rừng thiêng liêng đặc trưng ở nhiều nền văn hóa khác nhau trên khắp thế giới. Những khu rừng thiêng là những đặc điểm quan trọng của bối cảnh thần thoại và thực hành sùng bái cây cối, thờ cây thiêng của người Celtic, người Estonia, người Baltic, người Đức, người Hy Lạp cổ đại, cư dân cổ đại ở Cận Đông, La Mã và đa thần giáo Slav; rừng thiêng cũng xuất hiện ở các địa điểm tâm linh như tại Ấn Độ, Nhật Bản (đền thiêng trong rừng), Tây Phi và Ethiopia (rừng thờ cúng) và Lễ hội cúng thần rừng của các dân tộc thiểu số ở Việt Nam.

## Dẫn luận
Cây cối có ý nghĩa quan trọng trong nhiều thần thoại trên thế giới và mang ý nghĩa sâu sắc và thiêng liêng qua nhiều thời đại, người ta thường coi chúng là biểu tượng mạnh mẽ của sự phát triển (đại ngàn), cái chết và sự tái sinh. Rừng thường xanh, phần lớn vẫn xanh trong suốt các chu kỳ này, đôi khi được coi là biểu tượng của sự vĩnh cửu, sự bất tử hoặc khả năng sinh sản. Hình ảnh cây sự sống xuất hiện trong nhiều thần thoại. Sự hiện diện của cây cối trong thần thoại đôi khi xảy ra liên quan đến khái niệm cây thiêng và khu rừng thiêng. Ví dụ về các khu rừng thiêng bao gồm Temenos trong văn hóa Hy Lạp-La Mã, có nhiều từ tiếng Đức khác nhau để chỉ các khu rừng thiêng và Nemeton của người Celt, phần lớn nhưng không chỉ gắn liền với việc thực hành Druidic.
Trong các cuộc Thập tự chinh phía Bắc thời Trung cổ, những người theo đạo Cơ đốc chinh phục thường xây dựng các nhà thờ trên địa điểm là những khu rừng thiêng. Người Lakota và nhiều bộ lạc da đỏ Bắc Mỹ khác coi những khu rừng cụ thể hoặc các địa danh tự nhiên khác là những nơi linh thiêng. Những cây đơn lẻ mà cộng đồng cho là có ý nghĩa tôn giáo được gọi là cây thiêng. Tại thị trấn Spoleto, Umbria đã phát hiện hai phiến đá từ cuối thế kỷ thứ ba trước Công nguyên, được khắc bằng tiếng La tinh cổ xưa, đã ghi chép về các hình phạt cho hành vi xúc phạm khu rừng dành riêng, hiện chúng được bảo tồn tại Bảo tàng Khảo cổ Quốc gia Spoleto. Lần đầu tiên đề cập đến những khu rừng thiêng ở Baltic có từ năm 1075 khi Adam xứ Bremen ghi nhận có những khu rừng và dòng suối thiêng mà tính thiêng liêng của chúng được cho là bị ô nhiễm vì sự xâm nhập của những người theo đạo Cơ đốc và một vài khu rừng thiêng ở Bán đảo Sambian được đề cập trong các tài liệu thế kỷ XIV của Dòng tu Hiệp sĩ Teuton.

## Xem thêm

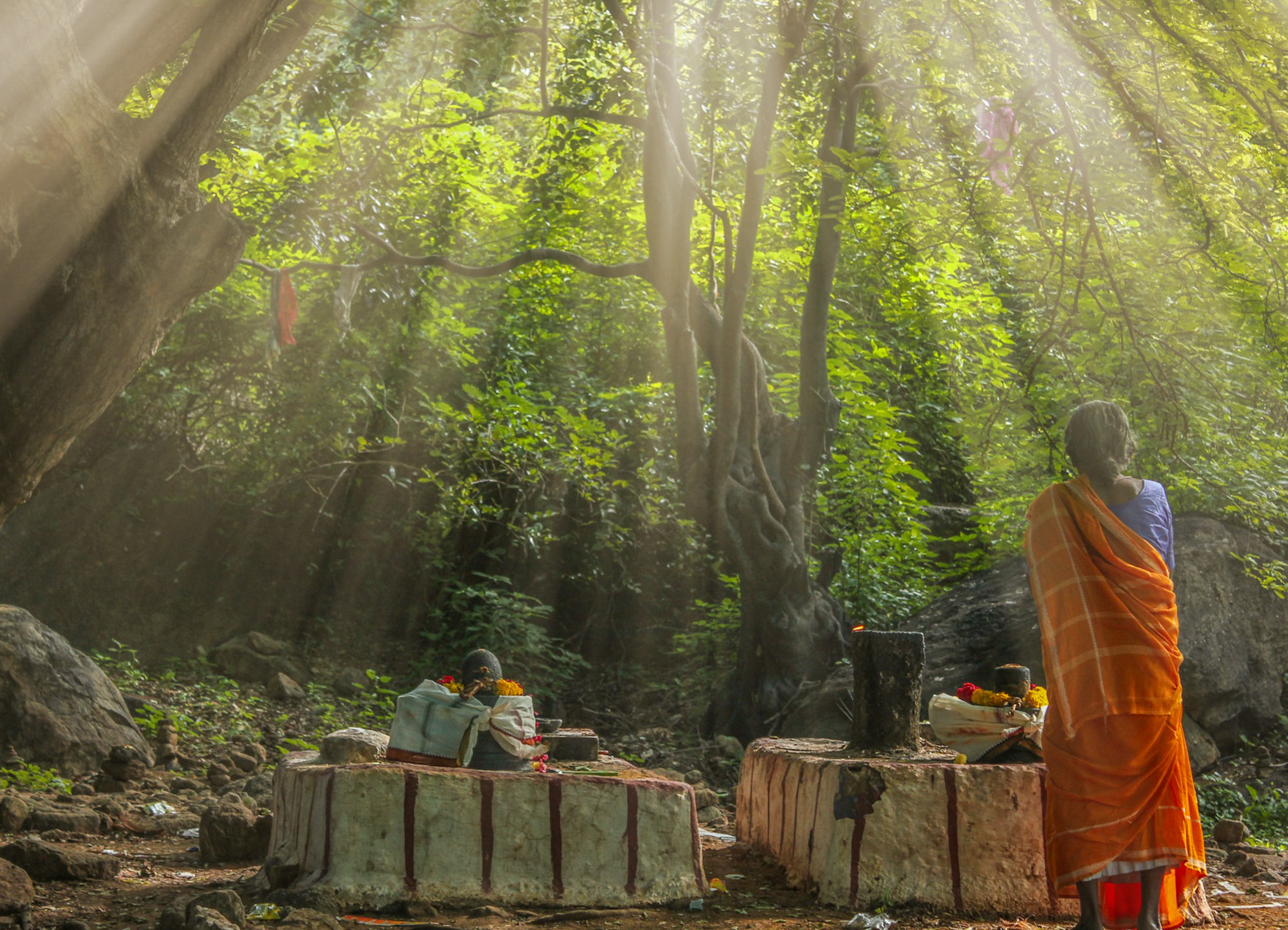
Cầu nguyện trong rừng thiêng ở Ấn Độ

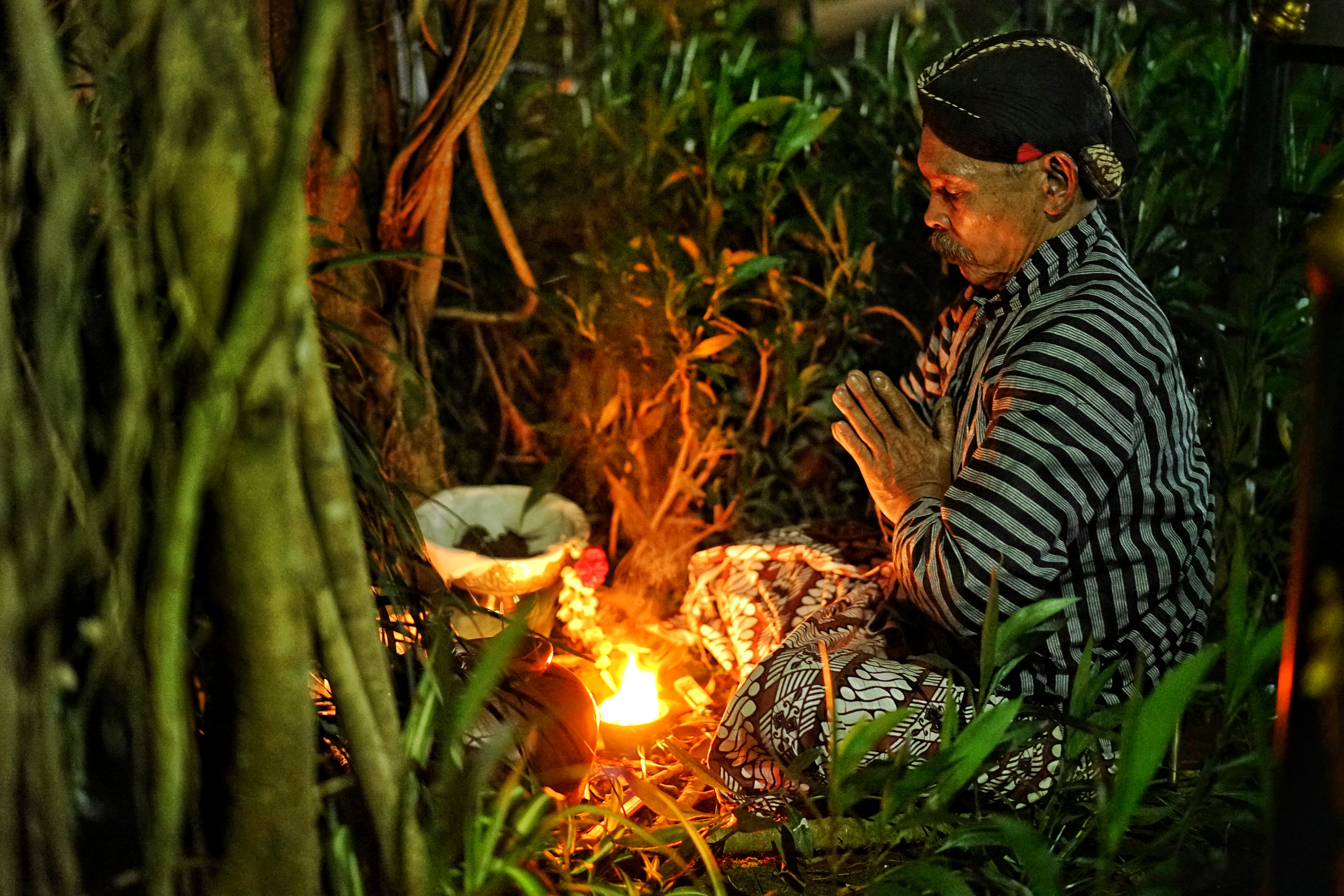
Nghi lễ cầu nguyện trong rừng thiêng